# Rudolf Trzebicky
Rudolf Trzebicky (ur. 1859 w Klausenburgu, zm. 22 lipca 1903 w Krakowie) – polski chirurg.
W 1877 zapisał się na Wydział Lekarski Uniwersytetu Jagiellońskiego. 12 maja 1883 roku otrzymał z rąk cesarza promocję na doktora wszech nauk lekarskich i w nagrodę za doskonałe wyniki w nauce pierścień z cesarskimi inicjałami. Habilitował się w 1886 roku. Był drugim asystentem Jana Mikulicza-Radeckiego podczas jego profesury w Krakowie. Po jego wyjeździe do Królewca pracował z następcą Mikulicza, profesorem Ludwikiem Rydygierem. Przez kilka lat pracował jako wolontariusz w Szpitalu Bonifratrów. Działał też w zachodniogalicyjskiej Izbie Lekarskiej i przez kilka lat był jej prezesem. Pochowany na cmentarzu Rakowickim w Krakowie (kwatera VII, narożnik płd.-zach.). 

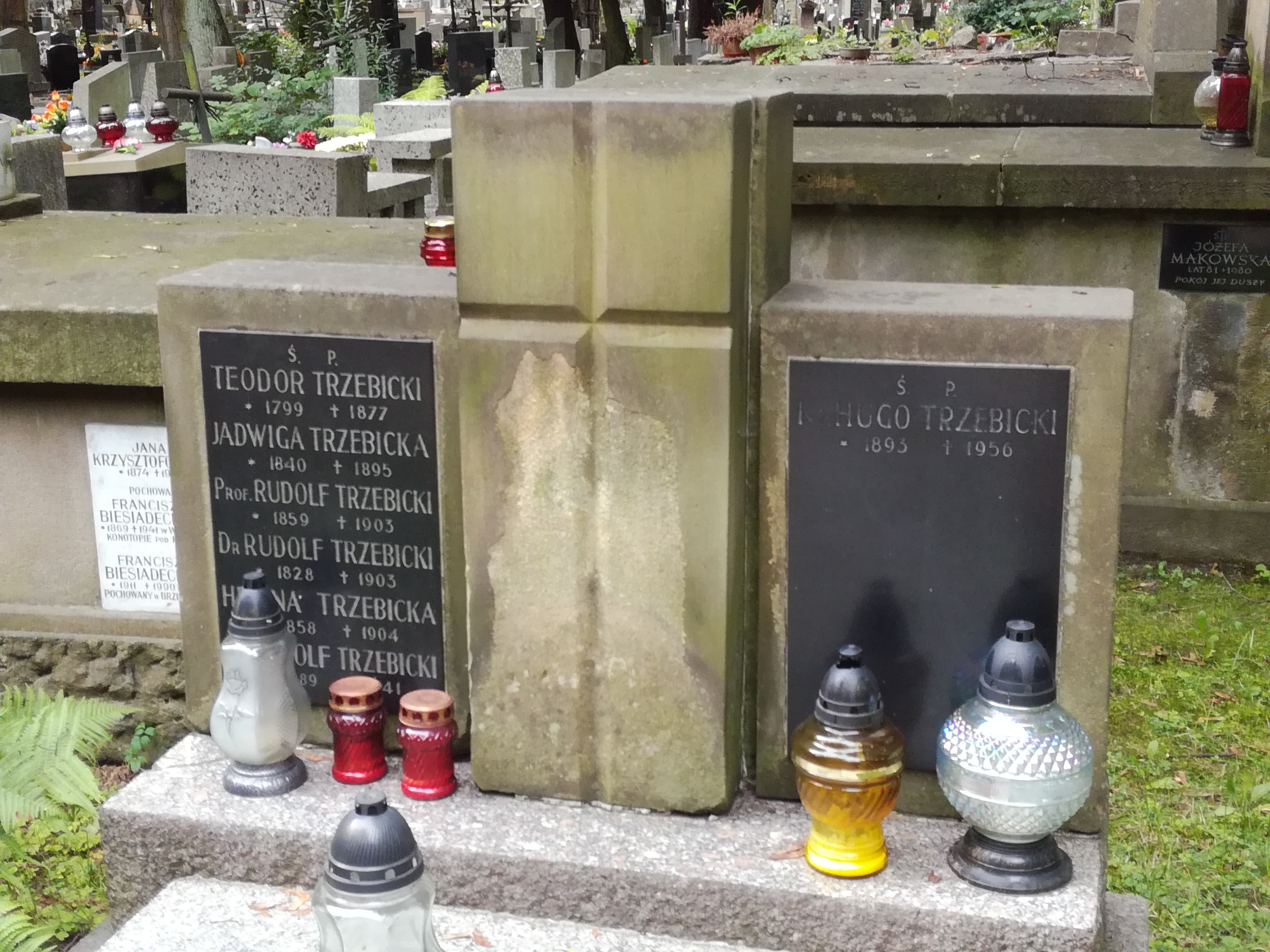
Grób prof. Rudolfa Trzebickiego na cmentarzu Rakowickim

## Wybrane prace
- Pierwotny rak cewki moczowej. Przegląd Lekarski 23, 9, s. 121-122 i 10, s. 137-138 (1884)
- Wycięcie kawałka kiszki stolcowej, wypadniętej przez otwór stolcowy. Przegląd Lekarski 23, 11, s. 159 (1884)
- Przyczynek do lokalizacji skórzaków (cyst dermoidalnych). Przegląd Lekarski (1884)
- Przyczynek do nowotworów szczęki. Przegląd Lekarski (1885)
- Złamanie szyi kości udowej, powstałe przy odprowadzeniu zadawnionego zwichnięcia w stawie biodrowym. Przegląd Lekarski (1885)
- Przyczynek do operacyj wykonywanych na pęcherzu moczowym. Medycyna (1885)
- Przypadek przepukliny pachwinowo-przedotrzewnowej. Przegląd Lekarski (1886)
- Przyczynek do wycięcia jelita w przypadkach przepuklin uległych zgorzeli. Gazeta Lekarska (1887)